# María Nieves

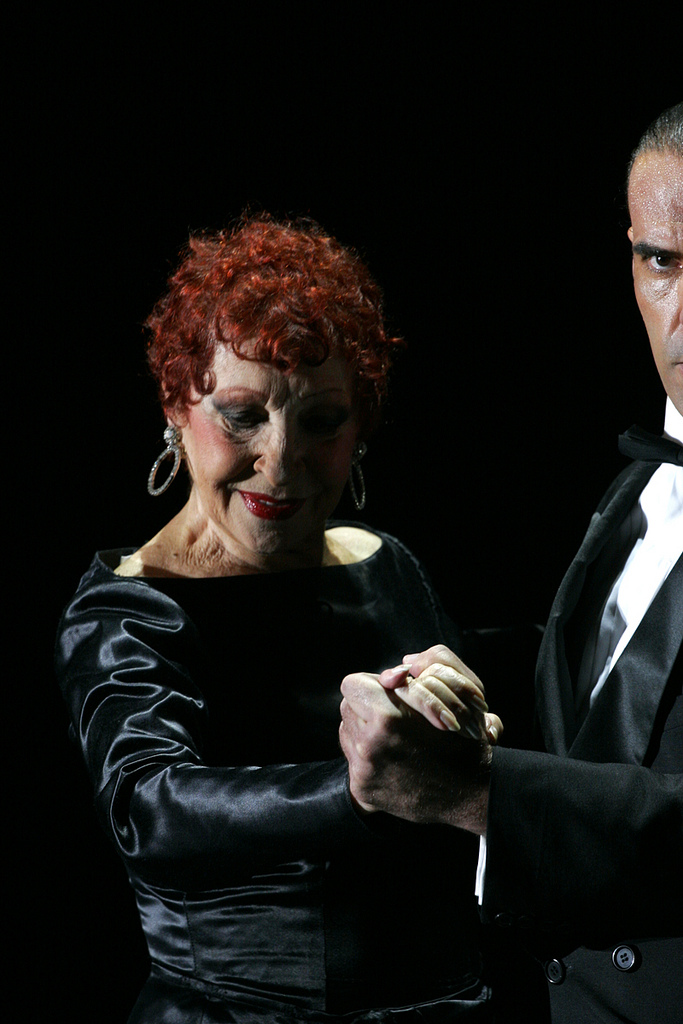
María Nieves (2011)

María Nieves Rego (sinh ngày 6 tháng 9 năm 1934) là một vũ công và biên đạo múa người Argentina, người đóng vai chính trong vở nhạc kịch Tango Argentino năm 1983.

## Đầu đời
Sinh ra ở quận Saavedra của Buenos Aires, bà là con gái của những người di cư khiêm tốn ở Galicia. Sau khi cha bà qua đời, bà rời trường học ở lớp 4 để giúp việc ở La Boca. Cô được chị gái của mình là La Ñata giới thiệu về tango.

## Sự nghiệp
Nieves và Juan Carlos Copes mang tango và milonga đến với khán giả khắp thế giới. Năm 1956, Nieves và Copes đã tạo ra một điệu nhảy dựa trên âm nhạc của Astor Piazzolla nhưng sau khi lưu diễn qua Trung Mỹ, Venezuela, Brazil, Mexico và Cuba, họ được yêu cầu gặp gỡ Piazzolla ở Thành phố México. Ba người họ chia sẻ âm nhạc tango và hòa hợp với nhau. Họ bay đến Puerto Rico vào tháng 10 năm 1959, nơi họ đóng gói câu lạc bộ Flamboyan ở San Juan với "Companina Argentina Tangolandia". Piazzolla từng là giám đốc âm nhạc và anh mơ ước đưa họ đến Bắc Mỹ. Các tour du lịch tiếp tục ở New York, Chicago và sau đó là Washington. Chương trình cuối cùng mà ba người họ đã làm cùng nhau là sự xuất hiện trên kênh truyền hình màu duy nhất của CBS ở Mỹ. Họ xuất hiện trên The Arthur Murray Party vào tháng 4 năm 1960.
Họ tiếp tục là đối tác khiêu vũ trong nhiều thập kỷ. Trong những năm 1980, họ tạo ra và đóng vai chính trong Tango Argentino. Buổi biểu diễn của chương trình đã được mở rộng như Nieves và Copes chỉ được đặt trong một tuần. Nó chuyển đến một nhà hát khác vào tháng Mười và tiếp tục ở đó cho đến năm sau. Với các vũ công khác nhau, nó đã diễn ra trong nhiều năm ở New York. Năm 1986, nó nhận được đề cử giải Tony cho đạo diễn âm nhạc, đạo diễn xuất sắc nhất và biên đạo múa xuất sắc nhất và trong lễ trao giải Tony lần thứ 40 cho thấy một đoạn trích từ Tango Argentino được trình diễn.
Nieves and Copes đã đi lưu diễn với Tango Argentino vào năm 1999 trước khi tham gia Tanguera (2002) tại Buenos Aires, New York, Paris, Berlin, Tokyo và sau đó ở West End (2010). Nieves được trao cho vai trò của người quản lý nhà thổ khi bà được cho là cần thiết để sản xuất tango..

## Lời khen gần đây
Bây giờ vào cuối những năm 70, María Nieves đưa ra một lời giải thích đơn giản cho thành công của cô mặc dù chưa bao giờ có một bài học khiêu vũ: "Lần đầu tiên tôi nhảy tango, nó đi vào da tôi qua chân, truyền từ da đến máu và qua máu đến trái tim tôi. Nó không đòi hỏi nhào lộn, bạn chỉ đơn giản là phải cống hiến mình cho nhịp tim của bạn. "